# Jordi Guillumet
Jordi Guillumet (Barcelona, 1953) és un fotògraf català.
Va estudiar Història de l'art i Disseny industrial. Amb una carrera com a professor, actualment és professor de Fotografia a la Facultat de Belles Arts de la Universitat de Barcelona. Ha format part del projecte de creació de l'Escola de Fotografia de la UPC.
Ha exposat a nivell internacional a països de tot Europa i al Canadà i als Estats Units.
La seva obra es troba present en moltes col·leccions importants com són la de la Biblioteca Nacional de París, la Fundació Miró, el Museu Nacional Arqueològic de Tarragona, el Centre Mercier de Montreal o el Juvaskyla Museum de Finlàndia, entre d'altres.
També es pot veure una obra seva a la col·lecció permanent de fotografia del Museu Nacional d'Art de Catalunya i de la Fundació Vila Casas.